# Demografia das Bermudas

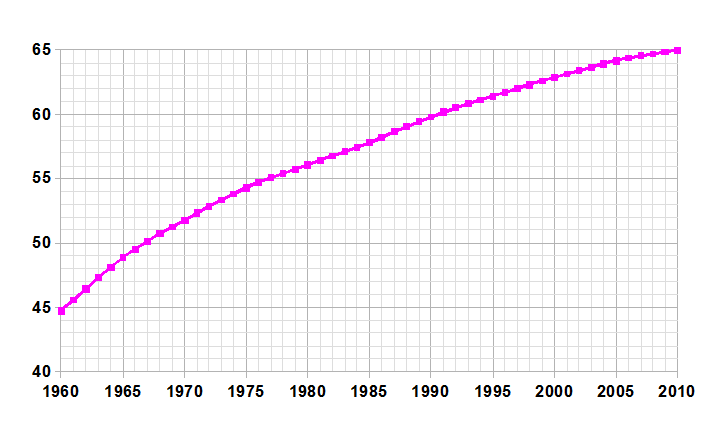
Demographics of Bermuda, Data of FAO, year 2005 ; Number of inhabitants in thousands.

A composição étnica do arquipélago das Bermudas é 54,8% de negros, 34,1% brancos e 6,4% de mestiços. As ilhas têm uma pequena mas crescente comunidade asiática. 
Em 2019, estima-se que cerca de 20 a 25% da população da Bermuda seja descendente de portugueses, dos quais 90% de origem açoriana.
Alguns habitantes da ilha, especialmente em St David's, têm sua ascendência de americanos nativos. Centenas de pessoas foram enviadas para as Bermudas, possivelmente, na medida do México. Os exemplos mais conhecidos eram os povos algonquinos que foram exilados das colônias da Nova Inglaterra e vendidos como escravos no século XVII, nomeadamente os rebatimentos da Guerra Pequot, e Guerra do Rei Felipe.
Vários milhares de trabalhadores expatriados, principalmente do Reino Unido, Canadá, Antilhas, África do Sul e Estados Unidos, também residem nas Bermudas, principalmente envolvidas em profissões especializadas, tais como contabilidade, finanças e seguros. Outros são empregadas em vários ramos, tais como hotéis, restaurantes, construção e serviços de paisagismo. Da força de trabalho total de 38.947 pessoas em 2005, o governo estadual de emprego estima que 11.223 (29 por cento) são não bermudenses.

## População
67,837 (julho de 2009, est.)
Estrutura etária
0-14 anos: 18,9% (homens 6,177; mulheres 6,154)
15-64 anos: 69,2% (homens 22,422; mulheres 22,828)
65 anos ou mais: 11,9% (homens 3,378; mulheres 4,406) (2005, estimativa)
Taxa de crescimento populacional
0,647% (2009, estimativa)
Taxa de natalidade
11,57 nascimentos/1,000 habitantes (2009, estimativa)
Taxa de mortalidade
7,3 mortes/1,000 habitantes (2009, estimativa)
Taxa de imigração
2,2 imigrantes(s)/1,000 habitantes (2009, estimativa)
Urbanização
população urbana: 100% da população total (2008)
taxa de urbanização: 0,3% (2005-10, estimativa)
Taxa de masculinidade
ao nascer: 1,02 homem(s)/mulher
menos de 15 anos: 1,02 homem(s)/mulher
15-64 anos: 0,97 homem(s)/mulher
65 anos ou mais: 0,7 homem(s)/mulher
população total: 0,94 homem(s)/mulher (2009, estimativa)
Taxa de mortalidade infantil
2,46 mortes/1,000 nascidos vivos (2009, estimativa)
Expectativa de vida ao nascer
população total: 80,43 anos
homens: 77,2 anos
mulheres: 83,72 anos (2009, estimativa)
Taxa de fertilidade
1,99 nascimentos/mulher (2009, estimativa)
Grupos étnicos
negros 54,8%, brancos 34,1%, mestiços 6,4%, outras raças 4,3%, indeterminado 0,4% (2000 census)
Religiões
Anglicanos 23%, católicos 15%, metodistas afroepiscopais 11%, outros protestantes 18%, outros 12%, sem religião 6%, indeterminado 1%, ateus 14% (2000 census)
Idiomas
inglês (oficial), português
Alfabetização
população total: 98%
homens: 98%
mulheres: 99% (2005, estimativa)
Os gastos com educação
1,2% do PIB total